# Welcome to: Our House
Welcome to: Our House è il secondo album studio degli Slaughterhouse pubblicato il 12 giugno 2012 dall'etichetta discografica Shady Records. Il disco è stato prodotto da Eminem.

## Lista tracce
1. "The Slaughter" (Intro) 1:16
2. "Our House" (feat. Eminem and Skylar Grey) 5:58
3. "Coffin" (feat. Busta Rhymes) 3:41
4. "Throw That" (feat. Eminem) 3:57
5. "Hammer Dance" 3:43
6. "Get Up" 5:01
7. "My Life" (feat. Cee Lo Green) 4:21
8. "We Did It" (Skit) 0:41
9. "Flip a Bird" 4:20
10. "Throw It Away" (feat. Swizz Beatz) 4:15
11. "Rescue Me" (feat. Skylar Grey) 3:39
12. "Frat House" 3:48
13. "Goodbye" 5:02
14. "Park It Sideways" 3:56
15. "Die" 5:04
16. "Our Way" (Outro)